# Krwawnik wierzbolistny
Krwawnik wierzbolistny (Achillea salicifolia Besser) – gatunek rośliny z rodziny astrowatych. Zasięg obejmuje środkową i wschodnią Europę oraz północną i środkową Azję tj. obszar od Niemiec na zachodzie po wschodnią Syberię i Chiny. Jako gatunek introdukowany rośnie na Rosyjskim Dalekim Wschodzie oraz w Finlandii. W Polsce jest rozpowszechniony wzdłuż dolin dużych rzek na niżu, poza nimi bardzo rzadki.

## Morfologia

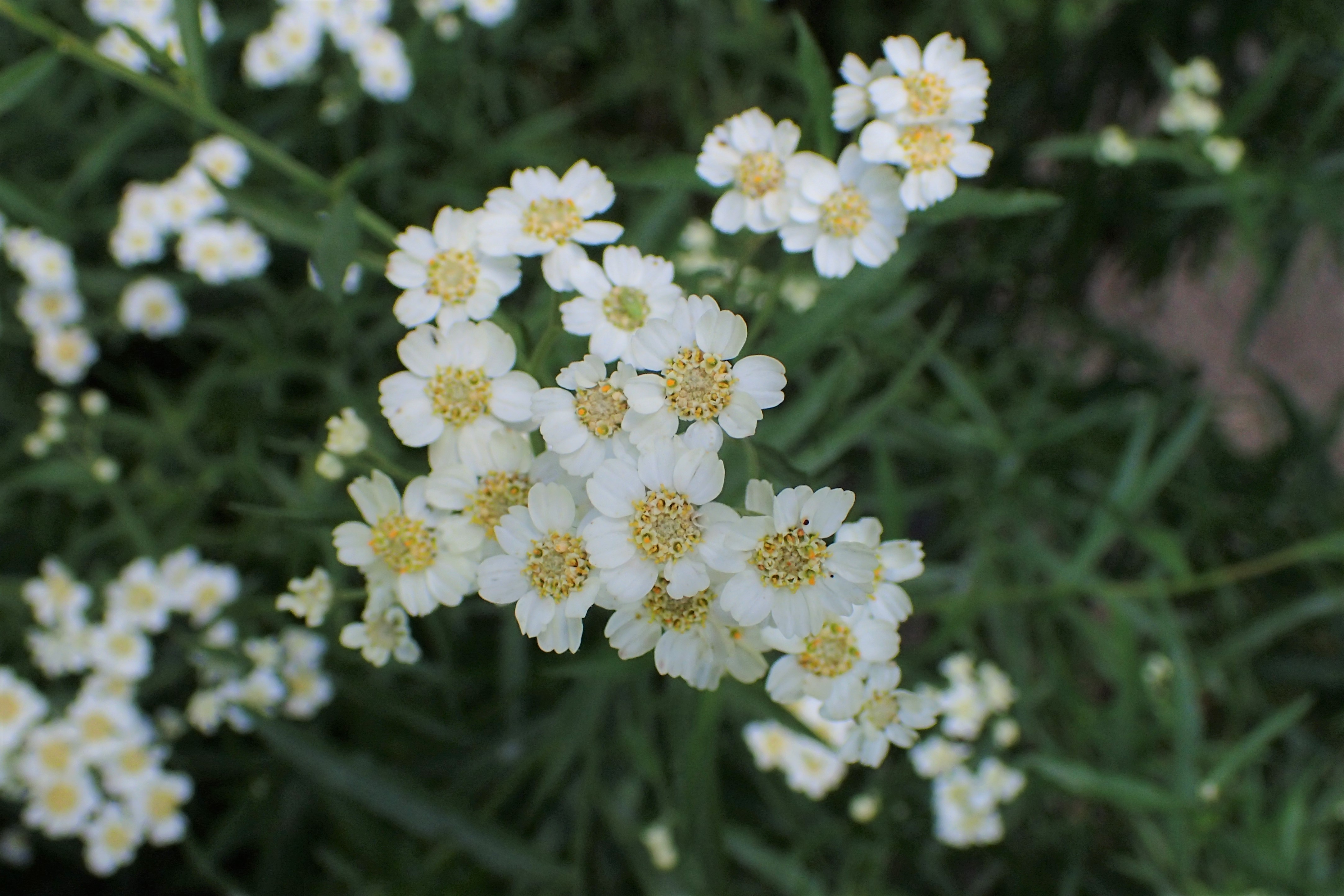
Kwiatostan

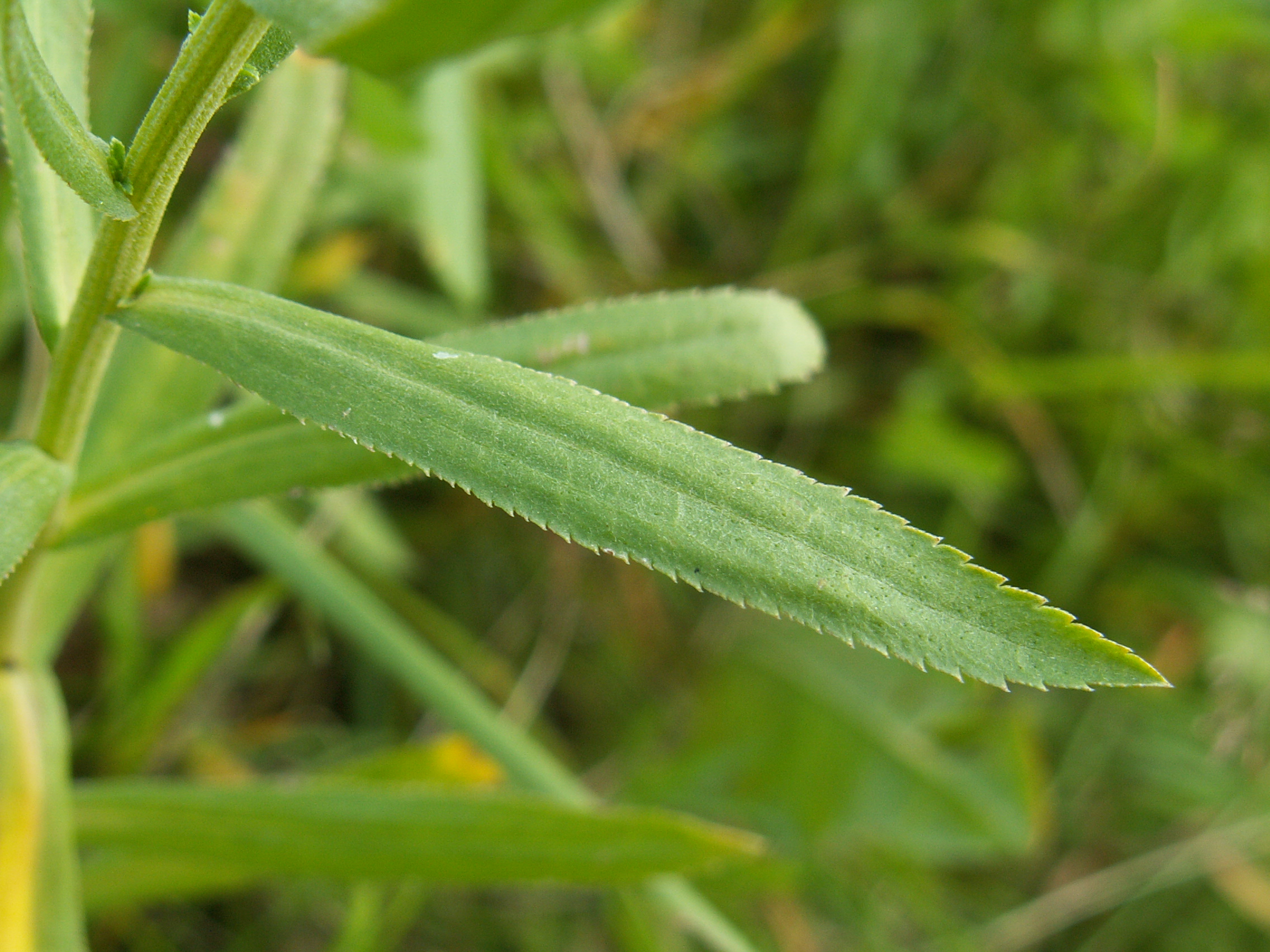
Liść z włoskami i wgłębionymi punkcikami

PokrójRoślina zielna z krótkim, rozgałęziającym się kłączem, z którego wyrastają pojedyncze pędy nadziemne. Z powodu licznych, przylegających włosków cała roślina jest szaro zabarwiona.
ŁodygaProsto wzniesiona osiąga wysokość od 0,2 do 1,2 m, rzadziej do 1,5 m, jest bruzdowana, szaro owłosiona i rozgałęziona wiechowato.
LiścieRozmieszczone wzdłuż całej łodygi (przy czym w czasie kwitnienia najniższe liście już są zaschnięte), siedzące. Blaszki są szarozielone i matowe, wąskolancetowate, z zaostrzonymi wierzchołkami. Osiągają do 1 cm szerokości i 10 cm długości. Brzeg blaszki jest podwójnie piłkowany. Na liściach widoczne są zagłębione gruczołki (dołeczki) i luźne włoski.
KwiatyLiczne koszyczki, o średnicy od 10 do 12 mm, zebrane w podbaldachy o średnicy do ok. 12 cm. Kwiaty języczkowate w liczbie 8, z języczkami białymi, czasem fioletowawymi u nasady, jajowatymi, długości do ok. 4 mm. Kwiaty rurkowate białe, długości do 2,6 mm, z 5 ząbkami. Okrywa koszyczków półkulista, o średnicy do 5 mm i wysokości do 5,5 mm, o listkach lancetowatych, długości do 3 mm, żółtozielonych z błoniastą, żółtawą obwódką. Ułożone są dachówkowato w trzech szeregach. Zewnętrzne listki okrywy o osiągają co najwyżej połowę długości listków wewnętrznych.
OwoceNiełupki ścieśnione, gąbczasto oskrzydlone, do ok. 1,5 mm długie i 1 mm szerokie.
Gatunki podobneKrwawnik kichawiec Achillea ptarmica ma liście węższe (zwykle do 0,5 cm), żywozielone, niepunktowane i najczęściej nagie; koszyczki ma większe (od 12 do 17 mm średnicy) z liczniejszymi kwiatami języczkowatymi (8–13); zewnętrzne listki okrywy są tylko nieznacznie krótsze od listków wewnętrznych.

## Biologia i ekologia
Bylina, hemikryptofit. Kwitnie od lipca do września, rzadko już od czerwca i do października.
Rośnie na wilgotnych łąkach, w zaroślach i na skrajach szuwarów w dolinach rzek, poza tym także na brzegach jezior, stawów i rowów.
Liczba chromosomów 2n = 18.